# Eustaurus tibialus
Eustaurus tibialus is een rechtvleugelig insect uit de familie veldsprinkhanen (Acrididae). De wetenschappelijke naam van deze soort is voor het eerst geldig gepubliceerd in 2000 door Mahmood & Yousuf.